# أبجدية غلاغوليتسية
الأبجدية الغلاغوليتسية هي أقدم أبجدية سلافية معروفة. وضعها الأخوان كيرلس وميثوديوس في 862-863 ميلادية من أجل القيام بترجمة الإنجيل ونصوص كنسيَّة أخرى إلى اللغات السلافية.

## التسمية والأصل
تنحدر التسمية من الكلمة السلافية القديمة «غلاغول» والتي تعني «صوت» كما هي أصل اسم حرف الأبجدية "Г" أي "G". بما أن المفردة «غلاغولاتي» تعني «أتكلم» فمن الطرافة أن يذكر أنه يكثر وصف الـ«جلاغولوليتسا» بأنها «الرموز التي تتكلم».
تختلف الروايات فيما يختص بواضع الغلاغوليتسا وأصل اسمها وتحمل الإبجدية أسماء أخرى مثل هلاهوليتسا باللغة التشيكية وهلاهوليكا باللغة السلوفاكية وغلاغوليتسا في كل من البلغارية والمقدونية والسلوفينية والصربية الكرواتية وهلاهوليتسيا في الأوكرانية ولغة روسيا البيضاء - على أن مفردة «غلاغول» في البلغارية الحديثة وكما هي في معظم اللغات السلافية المعاصرة تعني «الفعل».
تحتوي الغلاغوليتسا على ما يقرب من 40 حرفاً. يجزم أن 24 حرفاً منها مشتقة أشكال الأحرف اليونانية في القرون الوسطى مع إعطائها مظهراً جماليا خاصاً. يجزم أيضا أن الأحرف Ша، Ща، Ци (أي الأحرف : تسى، شتا، شا) غير محددة المصدر قد تكون جاءت من النقوش السومرية التي تعرف عليها القديس كيريل أثناء سفره إلى بلاد الخزر .

## حروف الأبجدية
تتكون الغلاغوليتسا من نوع واحد من الأحرف فلا يوجد فيها أحرف كبيرة وأخرى صغيرة.أما بالنسبة لمظهرها فقد تطورت على منحيان - المنحى البلغاري (المائل للمظهر الدائري : rounded) والمنحى الكرواتي (المائل للمظهر الزاوي - angular).
| الحرف   | الاسم الصلافي القديم | ترجمة الاسم                 | مرادف كيريلي عصري | مرادف يوناني | مرادف عربي | مرادف إنجليزي | لفظ                     | مصدر وملاحظات                         |
| ------- | -------------------- | --------------------------- | ----------------- | ------------ | ---------- | ------------- | ----------------------- | ------------------------------------- |
| Azu     | Аз                   | أز                          | A، a              | (Alpha (Α    | ألف (أ)    | A، a          | أَى                      | شكل الصليب أو حرف العبرية " ألف : א " |
| Bouky   | Буки                 | بوكي                        | Б ،б              |              | باء (ب)    | B، b          | بِه                      | يعتقد أن أصل الحرف سومري              |
| Vede    | Веди                 | فِدي (مع قلب الفاء إلى V)    | В، в              | (Veta (V     |            | V، v          | فِه (مع قلب الفاء إلى V) | يحتمل أن الحرف جاء من اللاتينية V     |
| Glagolu | Глагол               | غلاغول (مع قلب الغين إلى G) | Г، г              | (Gamma (G    |            | G، g          | غِه (مع قلب الغين إلى G) | أصل يوناني                            |
| Dobro   |                      |                             |                   |              |            |               |                         |                                       |

## يونيكود
تم إضافة الغلاغوليتسا إلى الـ اليونيكود في إصداره رقم 4.1 ونطاق رموزها أو أبجديتها هو U+2C00 – U+2C5E